# Lan Caihe

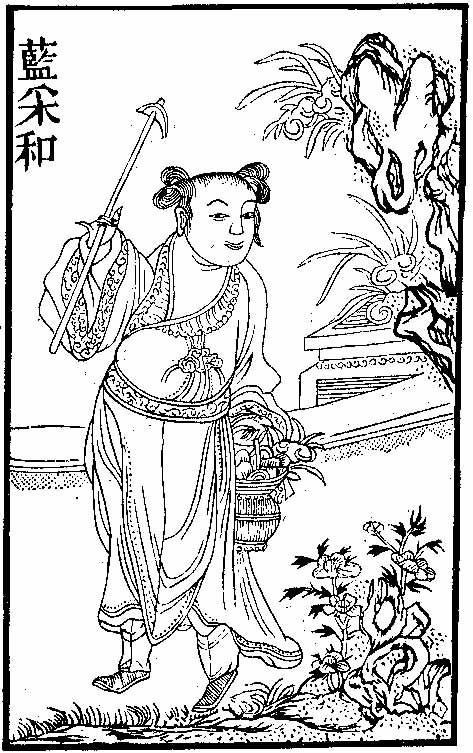
Xilografia rappresentante Lan Caihe.

Lan Caihe (藍采和; pinyin: Lán Cǎihé; Wade-Giles: Lan Ts'ai-ho) è il meno noto degli Otto Immortali ed è considerato patrono dei fiori.
L'età ed il sesso di Lan Caihe sono sconosciuti. La divinità può essere un ermafrodito, ma nella sua rappresentazione più nota è un ragazzo effeminato con un cesto di fiori in bambù.
Lan Caihe proviene, secondo la leggenda, dalla Dinastia Tang ed e conosciuto per il carattere fuori dal normale e per le sue stravaganze. Indossa solamente calzoncini e piccole leggere magliette d'inverno e una pesante giubba e pantaloni lunghi d'estate. Cammina normalmente con un piede scalzo e l'altro calzato.

## Rappresentazione
Lan Caihe è variamente ritratto come un giovane effeminato, un anziano oppure una ragazza; nelle rappresentazioni moderne è generalmente una ragazza. Suoi emblemi distintivi sono il cesto di fiori, e spesso una zappa portata sulla spalla; alcune volte viene rappresentato seguito da un daino che tiene in bocca un fungo sacro. Il cesto contiene diversi tipi di fiori che vengono associati all'idea di longevità.